# Afrocanthium gilfillanii
Afrocanthium gilfillanii är en måreväxtart som först beskrevs av Nicholas Edward Brown, och fick sitt nu gällande namn av Henrik Lantz. Afrocanthium gilfillanii ingår i släktet Afrocanthium och familjen måreväxter. Inga underarter finns listade i Catalogue of Life.